# Allée de Travers
L'allée de Travers est une voie de circulation des jardins de Versailles, en France.

## Description
L'allée de Travers ou allée de Traverse (à l'origine) débute au sud devant le Grand Canal de Versailles et se termine à environ 240 m au nord, au carrefour de l'allée de Fontenay et de l'allée de Gally.